# Танці на даху
Танці на даху (рос. Танцы на крыше) — радянський музичний художній фільм 1985 року, знятий режисером Віктором Волковим на Кіностудії ім. М. Горького.

## Сюжет
П'ятнадцятирічний Віктор проводить літні канікули із приятелями. Розваги підлітків далеко не безпечні. Познайомившись із робітником Борисом Плетньовим, юнак починає нудитися канікулами та мріяти про ПТУ. Постановник танців — В. Гнєушев. Бере участь ансамбль «Рецитал».

## У ролях
- Григорій Катаєв — Віктор
- Олександр Фатюшин — Борис Плетньов
- Валентина Шендрікова — Анна, мати Віктора
- Ігор Ясулович — батько Віктора
- Ілля Клименков — Гліб
- Олександра Колкунова — Світлана
- Олена Ревзіна — Ірина
- Юрій Чернов — бармен
- Віктор Іванов — приятель Гліба
- Діма Кузьмін — приятель Гліба
- Іра Артамонова — подруга Світлани
- Таня Курносова — подруга Світлани
- Олег Мартинов  — меломан
- Сергій Борисов — фотограф
- Інга Будкевич — Аллочка, дружина полярника
- Зоя Василькова — Ольга Петрівна
- Олександр Горбенко — епізод
- Віктор Гур'янов — епізод
- Тетяна Іваницька — мати меломана
- Станіслав Коренєв — генерал
- Микола Смирнов — майстер
- Олексій Мокроусов — Сашко
- Артур Нищонкин — лісник
- Микола Томашевський — міліціонер
- Олександр Толубаєв — епізод
- Геннадій Чихачов — Яша
- Лайма Вайкуле — солістка ансамблю
- Лариса Моноларакіс — модель
- Ірина Мачерет — модель
- Валерія Петрова — модель
- М. Тарасова — модель
- І. Калініна — модель
- Федір Дятлов — танцюючий
- Д. Гумбург — танцюючий
- Вікторія Медведєва — танцююча
- Павло Пивоваров — танцюючий
- А. Посвянський — танцюючий
- П. Озерних — танцюючий
- А. Зубов — танцюючий
- К. Хольфа — танцюючий
- А. Жучков — танцюючий
- Володимир Плотников — полярник
- Анастасія Волкова — епізод
- Володимир Горюшин — полярник
- Володимир Мишкін — полярник
- Ігор Копченко — епізод
- Ольга Куликова — епізод
- Сергій Козлов — танцюрист

## Знімальна група
- Режисер — Віктор Волков
- Сценарист — Аркадій Красильщиков
- Оператор — Олександр Мачильський
- Композитор — Володимир Давиденко
- Художник — Олег Краморенко